# یوالار
یوالار (یو-والار)، روستایی است از توابع بخش مرکزی شهرستان ارومیه و در شهرستان ارومیه استان آذربایجان غربی ایران.

## جمعیت
این روستا در دهستان بکشلوچای قرار داشته و بر اساس سرشماری سال ۱۳۸۵ جمعیت آن ۶۲۲ نفر (۱۷۴ خانوار)
بوده‌است.
در قدیم طغیان رودخانه شهرچای در نزدیکی دریاچه ارومیه باعث از بین رفتن زراعت و خاک منطقه می‌شده‌است. دهکده گردشگری چیچست در جوار زمینهای مزروعی یوالار واقع شده‌است.